# Neubaufahrzeug
Panzerkampfwagen Neubaufahrzeug (в переводе с немецкого, «машина новой постройки»), часто сокращаемый до Neubaufahrzeug или Nb.Fz. — немецкий опытный танк 1930-х годов. В советской литературе иногда именуется как «Рейнметалл». Серийно не производился и почти не использовался в боях, однако стал настоящим «оружием германской пропаганды».

## История разработки
Идея тяжёлого многобашенного танка с мощным вооружением, надёжной броневой защитой и достаточной подвижностью возникла в недрах Главного командования сухопутных сил Германии (OKH) в начале 1930-х годов. В 1933 году рейхсвер подписал контракт с фирмой «Рейнметалл-Борзиг» на проектирование и постройку 20-тонного многобашенного танка, вооружённого спаренными 75-мм и 37-мм пушками и несколькими пулемётами. По техническому заданию, обе пушки должны были располагаться во вращающейся башне. Кроме того, танк должен был иметь две небольшие пулемётные башенки. По компоновке машина напоминала проект танка, разработанный в Германии в 1918 году, когда немцы вплотную рассматривали проект танка «Oberschlesien» («Верхняя Силезия»). Капитуляция Германии поставила крест на всех работах в области вооружений, но германские конструкторы не сидели после неё сложа руки. Построенные в 1934 году из простой стали, два прототипа нового трёхбашенного монстра были несколько меньше по габаритам и имели более слабый двигатель. Танк получил полусекретное название Neubaufahrzeug, или Nb.Fz. (в буквальном переводе — «вновь построенная машина»).
Прототипы из обыкновенной стали вышли на испытания в конце 1934 года. В целом танк соответствовал техническому заданию. К уже отработанному шасси претензий не имелось, поэтому были одновременно заказаны три полноценных машины с бронированными корпусами. Однако военным не понравилась главная башня танка. Нарекания вызвала вертикальная схема расположения пушек, что порождало массу проблем с заряжанием, исключая нормальную эксплуатацию орудий. Кроме того, были претензии к бортовым люкам, открывавшимся назад и не защищавшим экипаж с передней полусферы. И, наконец, башня оказалась дорогой и сложной в производстве.
Разработать новую башню поручили фирме «Крупп». Инженеры «Рейнметалла» предложили переделать башню и усилить вооружение, оснастив танк 105-мм гаубицей. По ряду данных, 105-мм пушки были в итоге установлены, хотя сохранившиеся фотографии позволяют усомниться в этом. В 1935 году «Рейнметалл» закончил постройку трёх корпусов, а «Крупп» собрал три новых башни. Новая башня из плоских листов была проще по конструкции, пушки размещались рядом, шаровая установка пулемёта — в лобовом листе. Готовые танки были направлены на испытания.

## Описание конструкции
Neubaufahrzeug представлял собой трёхбашенный средний танк классической компоновки со смешанным вооружением и противопульным бронированием. Боевая масса машины составляла 23,41 т, экипаж насчитывал 7 человек (командир, наводчик, заряжающий, два стрелка в пулемётных башнях, механик-водитель и радист). Длина танка составляла 6650 мм, ширина — 2900 мм, высота — 2650 мм.

### Корпус и башни танка
Корпус танка — клёпано-сварной, коробчатой формы, сложной конфигурации. При этом первые две машины были собраны из обычной (неброневой) стали. Следующие три танка при той же массе были защищены гомогенной бронёй толщиной 15 мм в лобовых деталях и 13 мм — в бортовых.
Верхний и нижний лобовые листы корпуса имели солидные углы наклона. В центральной части корпуса имелась массивная подбашенная коробка главной башни. В задней левой части она имела скругление, что позволяло кормовой пулемётной башенке перекрывать огнём достаточно большой сектор. Также это скругление несколько повышало пулестойкость корпуса. В верхнем листе корпуса имелся люк доступа к двигателю. Ближе к правому борту располагались четыре броневых колпака над отверстиями для воздухопритока, а также защитный кожух выхода выхлопной трубы. Двухкамерный глушитель на кронштейнах крепился к правой надгусеничной полке. Верхний и нижний кормовые листы имели наклон. К верхнему крепился массивный колпак вентилятора щитовидной формы. Нижний кормовой лист имел длинный прямоугольный вырез, закрываемый на болтах бронированной крышкой и служивший для доступа к тормозам и механизмам трансмиссии. В нижней части бортов корпуса имелись уширения, внутри которых под прикрытием броневых фальшбортов располагались механизмы подвески, а сверху — кронштейны поддерживающих катков. В передней части уширений с обеих сторон несимметрично врезались люки для выхода команды (позже эти люки в несколько трансформированном виде перекочевали на средний танк Pz. III). Всего в корпусе Nb.Fz. имелось 8 люков для экипажа и 4 — для доступа к механизмам и агрегатам.
Танки разных серий различались типом главной башни. Первые два танка имели башню конструкции фирмы «Рейнметалл», три последующих полноценных танка несли башню конструкции фирмы «Крупп». Башни несколько различались формой, однако обе были сварными, имели командирскую башенку и два люка в левом и правом бортах.

### Вооружение
Артиллерийское вооружение первых двух танков, имевших главную башню от фирмы «Рейнметалл», составляли одна 75-мм пушка KwK 1/24 с боекомплектом 80 выстрелов и спаренная с ней 37-мм пушка с боекомплектом 60 выстрелов. Орудия устанавливались в вертикальной спарке (37-мм пушка сверху), вызывавшей массовые нарекания у военных. Следующие три танка с башней фирмы «Крупп» вооружались 105-мм орудием вместо 75-мм (по другим данным, из-за низкого качества 105-мм орудия, позднее на танки всё же установили 75-мм пушки). Как и в башнях «Рейнметалл», в крупповских башнях главное орудие устанавливалось в спарке с 37-мм орудием, однако в этом случае спарка выполнялась по горизонтальной схеме.
Вспомогательное вооружение составляли три 7,92-мм пулемёта MG-13, которые располагались по одному в двух пулемётных башнях, аналогичных башням первого немецкого серийного танка Pz. I (но с одним пулемётом вместо двух), и один — в шаровой установке главной башни. Пулемётные башни располагались в шахматном порядке спереди и сзади от главной башни.
По замыслу конструкторов, подобное вооружение позволяло танку решать полный спектр тактических задач — разрушать полевые укрепления (75-мм или 105-мм орудие), бороться с броневыми целями (37-мм орудие), уверенно поражать живую силу противника (пулемёты).

### Двигатель и трансмиссия
В качестве силовой установки изначально использовался авиационный карбюраторный 6-цилиндровый двигатель BMW Va мощностью 290 л.с., который был позднее заменён на карбюраторный двигатель «Майбах» HL 108 TR жидкостного охлаждения максимальной мощностью 280 л.с. Двигатель устанавливался в центре корпуса, ближе к правой стороне, так как слева находилась задняя пулемётная башня. Механизм поворота — дифференциал. Максимальная скорость танка по шоссе составляла 32 км/ч, запас хода — 120 км.

### Ходовая часть
Ходовая часть танка применительно к одному борту составляла десять сдвоенных обрезиненных опорных катков малого диаметра, сблокированных попарно в пять тележек. Тележки шарнирно крепились к корпусу посредством балансиров. Роль упругих элементов выполняли спиральные пружины. Для предупреждения провисания гусеницы имелись четыре поддерживающих ролика, также обрезиненных, установленных в нишах на лёгких кронштейнах в форме перевёрнутой буквы V. Передний ленивец большого диаметра с механизмом натяжения гусеницы имел сплошной металлический диск и резиновую шину. Ведущее колесо цевочного зацепления располагалось сзади и частично прикрывалось фальшбортом. Надо сказать, что заднее расположение ведущего колеса в принципе не традиционно для немецкого танкостроения. Гусеничная цепь — мелкозвенчатая, шириной 380 мм, аналогичная использовавшейся на ранних Pz. III и Pz. IV. Вообще же, по отзывам военных, проходимость и манёвренность Nb.Fz. оставляли желать лучшего, хотя танк мог преодолевать подъёмы до 30° и рвы шириной до 2,2 м.

### Дополнительное оборудование
На все танки устанавливалась радиостанция FuG-6 SE20v, смонтированная в кормовой нише главной башни.

## Эксплуатация и боевое применение

Nb.Fz. в частях действующей армии. Норвегия, 1940 год

Выпущенные небронированные прототипы использовались в качестве учебных машин на учебной базе в Путлосе, а также для пропагандистских целей. Но если боевое применение прототипов не планировалось вообще, то три полноценно бронированные машины были сведены в танковый батальон специального назначения Pz.Abt1. Zb.V 40. Из трёх Nb.Fz. было сформировано подразделение, приравнивавшееся к взводу. Оно получило название Panzerzug Horstmann/Zug Putloss (танковый взвод Хорстмана/взвод Путлосс) по имени командира — лейтенанта Ганса Хорстмана (Hans Horstmann) и месту формирования. 9 апреля 1940 года батальон был отправлен в Норвегию, где три Nb.Fz. вместе с Pz. I и Pz. II принимали участие в боях против английских войск.
Танки прибыли в Осло 19 апреля 1940 года и создали видимость, что Германия имеет в Норвегии тяжёлые танки — в тот же день три Nb.Fz. парадным маршем прошли по улицам норвежской столицы. Хорошо отлаженный механизм пропаганды сработал безукоризненно — уже в двадцатых числах апреля все страны Европы увидели в газетах фото внушительных германских танков. Чуть позже Pz.Abt1. Zb.V 40. вместе со 196-й пехотной дивизией вермахта, базировавшейся там же, образовали единое подразделение, получившее название «Gruppe Pellangahr». 25 апреля 1940 года подразделение атаковало укреплённые позиции англичан вблизи деревни Квам (норв. Kvam), защищаемые 1-м батальоном Королевской Йоркширской пехоты. При этом англичане практически не имели тяжёлого вооружения — в их распоряжении имелись две 3-дюймовые мортиры и пять 25-мм французских противотанковых орудий Hotchkiss. В авангарде наступавших немецких частей двигалось три танка, по крайней мере одним из которых был Nb.Fz. Англичане дали немецким танкам подойти на дистанцию 150 метров, после чего открыли по ним огонь. Обстреливая танки с такой малой дистанции, англичане не оставили немцам возможностей для манёвра. В этот момент снаряд одного из противотанковых орудий обездвижил Nb.Fz., видимо, повредив дифференциал, однако не уничтожил его — танк продолжал вести огонь. Остальным двум танкам авангарда повезло меньше — они были подбиты. В итоге немцы остановили наступление, отошли на занятые позиции и вызвали авиацию. Видимо, обездвиженный Nb.Fz. был оставлен экипажем на ничейной земле. Англичане продержались до вечера 26 апреля, затем отступили. По ряду данных, часть дифференциала Nb.Fz. и сегодня можно увидеть в маленьком музее в деревне Кварн, а до конца 1980-х на месте, где его оставили англичане в апреле 1940 года, можно было видеть хорошо сохранившееся 25-мм противотанковое орудие. После отступления англичан обездвиженный Nb.Fz. был отремонтирован и снова вошёл в строй. Хотя впоследствии немцы продвигались успешно, но один из Nb.Fz. был подорван собственным экипажем после того, как увяз в болоте и заглох недалеко от Лиллехаммера.
После оккупации Норвегии оставшиеся две машины были передислоцированы в Осло, а затем, в конце 1940 года, возвращены в Германию. По некоторым данным, с 1940 по 1942 годы эти танки использовались на территории Дании, где несли полицейские функции. В 1941—1942 годах оба танка были разобраны на металл. Разборка танков подтверждается документами, захваченными англичанами в 1945 году.

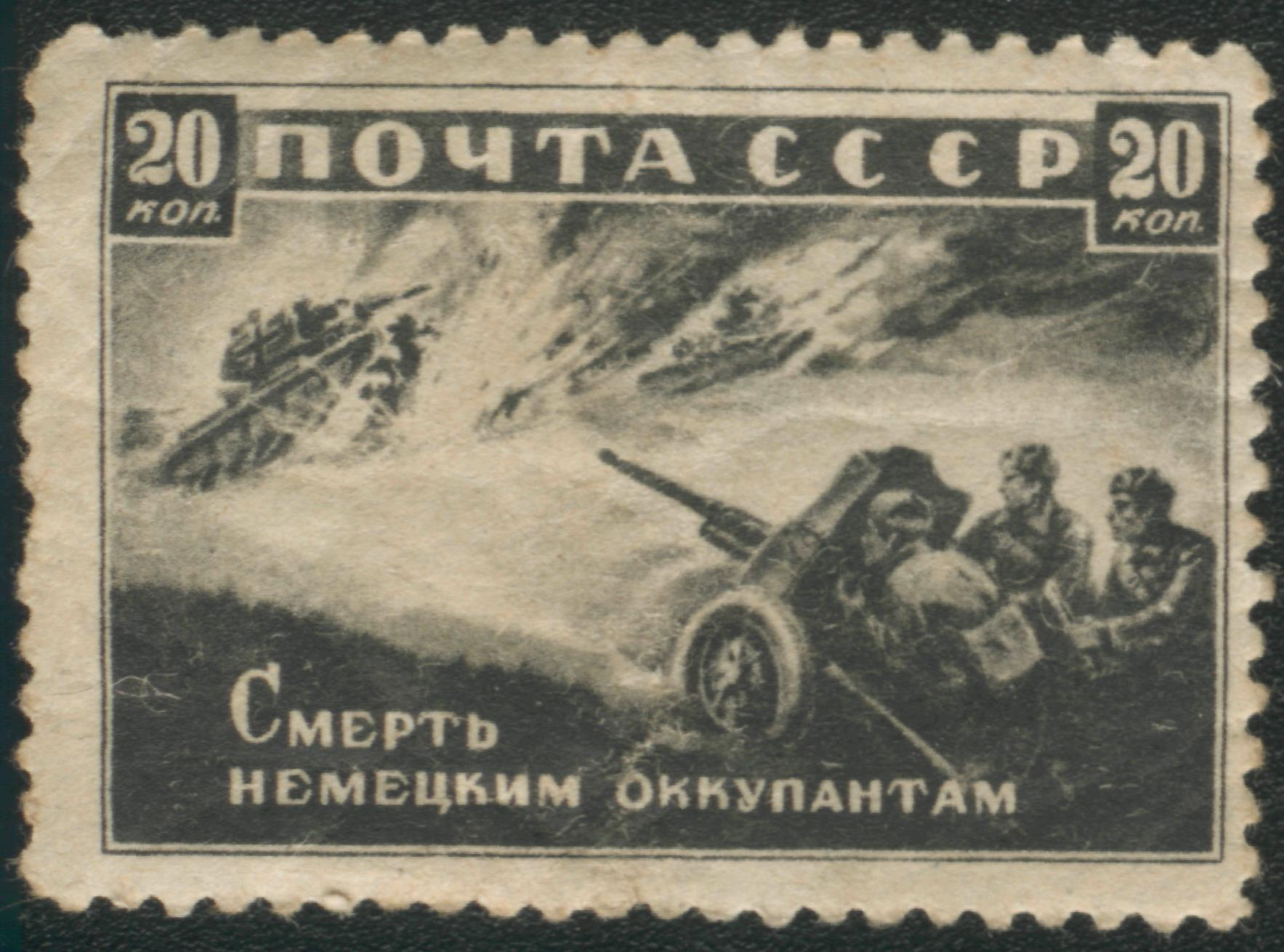
Упрощённое изображение Nb.Fz. на советской почтовой марке

В ряде воспоминаний, опубликованных после войны, можно встретить описания боёв частей РККА с танками Nb.Fz., «чёрными „Рейнметаллами“», причём упоминания о них появляются вплоть до середины 1942 года. Вместе с тем, известно, что ни один Nb.Fz. на Восточном фронте не применялся. Все истории о боевом применении Nb.Fz. на Восточном фронте — лишь легенды, в большинстве своём навеянные книгой «Записки советского офицера» танкиста Г. Пэнэжко, опубликованной в 1951 году. Возможно также, что советские танкисты ошибочно принимали за «Рейнметаллы» трофейные французские танки, воевавшие в рядах вермахта. Интересно, что в западногерманском справочнике Вернера Освальда упоминается об уничтожении одного Nb.Fz. советскими войсками, однако более нигде данная информация не встречается.

## Nb.Fz. как оружие пропаганды

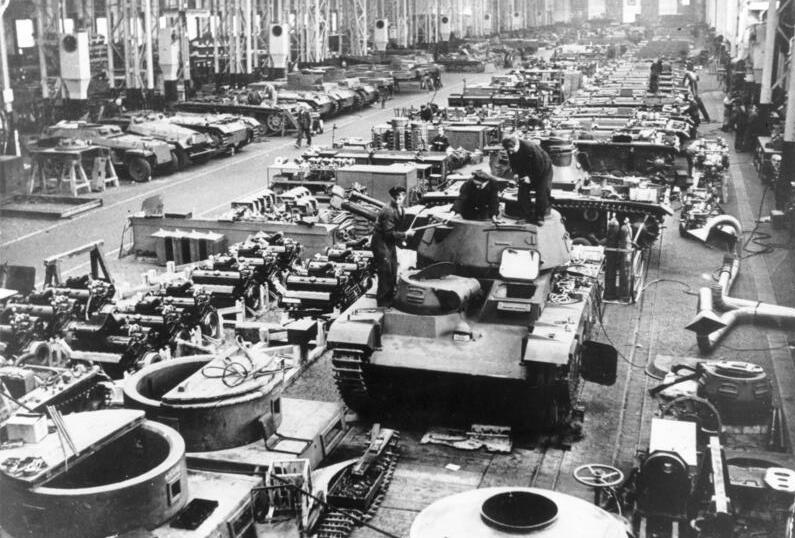
Ремонт танков Neubaufahrzeug в цехе завода «Рейнметалл». Широко известный кадр, создававший иллюзию массового производства этих машин. 1940 год

Танк, не выпускавшийся серийно, стал весьма успешным оружием пропаганды. К началу Второй мировой войны Nb.Fz. был одним из самых одиозных немецких танков, его фотографии публиковали все известные газеты того времени. И хотя в начале 1930-х годов было построено всего три полноценные машины (и ещё две из неброневой стали), они непрерывно фотографировались для многочисленных газет и иллюстрированных журналов, выступая, наравне с пикирующим бомбардировщиком Ju-87, зримым воплощением военной мощи новой Германии. С участием Nb.Fz. снималось большое количество сюжетов для пропагандистской хроники, основной целью которой было создание у Англии, Франции и СССР иллюзии массового производства этих машин. Например, широко известна фотография, изображающая сборку танков в цехе завода «Крупп». Пояснение гласило, что сотни новых танков собираются на заводах, хотя на самом деле это были всего лишь три предсерийных образца.
Кроме того, немецкое командование афишировало данные танка, намеренно несколько завышая их боевые качества. Машина действительно имела весьма грозный вид, и во многих странах Европы (например, в Великобритании) разведка приписывала этому танку фантастические характеристики. Такому же эффекту подверглось и НКВД/ГРУ. К примеру, в изданном в начале 1941 года «Определителе типов фашистских танков» Nb.Fz. (под именем «Рейнметалл») был указан как основной «тяжёлый танк» немецкой армии, при этом ему приписывалась солидная толщина брони — 50–75 мм. Затем этот символ панцерваффе перекочевал и в другие советские военные руководства и армейские разговорники, а на советских агитплакатах, почтовых марках и т. п. появились изображения немецких танков, отдалённо напоминающие Nb.Fz.

## В индустриистендового моделизма
Масштабные модели-копии танка Nb.Fz. выпускаются рядом предприятий. В частности, модели из эпоксидной смолы в масштабе 1:35 выпускаются польской фирмой «Armo». Модель представляет собой танк второй серии, с башней фирмы «Крупп». Опознавательные знаки и маркировка соответствуют Pz.Abt1. Zb.V 40, батальону, воевавшему в Норвегии в 1940 году. Модель характеризуется достаточно высоким качеством и детализацией, имеется комплект деталей, выполненных методом фототравления. 
Пластиковая модель-копия первого прототипа танка в масштабе 1:35 выпускаются методом литья под высоким давлением (ЛВД) фирмой «Dragon» (Китай) в серии «CyberHobby», номер по каталогу 6666, с осени 2011 года выпускается модель машин №№ 3-5 под номером 6690.
С мая 2011 года модели в масштабе 1:35 выпускает китайский производитель TRUMPETER. Модель исполнена методом литья под высоким давлением из серого полистирола. В комплекте 1120 пластиковых деталей, 2 пластинки фототравления, 2 металлических ствола, 250 пластиковых наборных траков. Длина готовой модели 195 мм, ширина 83 мм. Выпускаются модели всех трёх образцов танка.
Также модель указанного танка в масштабе 1:35 выпускает японская фирма Amusing Hobby; модель более дорогая по цене, нежели аналог от Trumpeter, но при этом качество самой модели ненамного лучше.

## Галерея

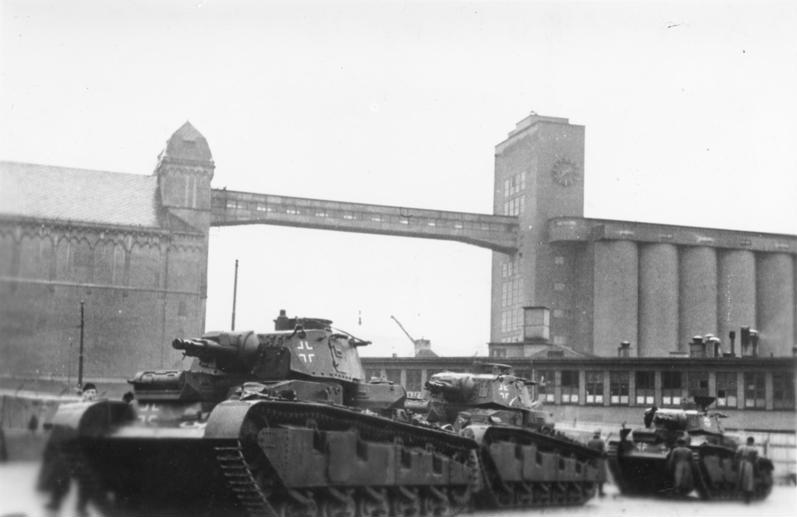
Танки Nb.Fz. после прибытия в порт Осло, Норвегия. Апрель 1940 года
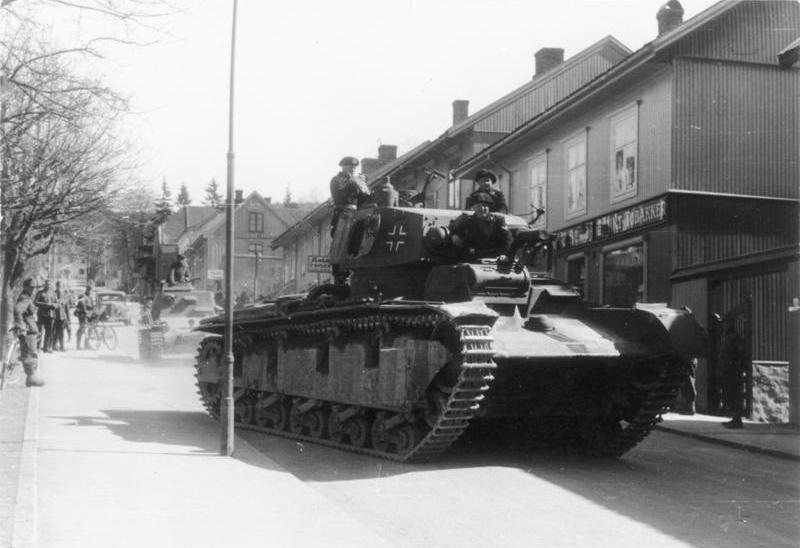
Один из танков Nb.Fz. на марше. Норвегия, апрель 1940 года